# Провізіон Феодосій Харитонович
Провізіон Феодосій Харитонович (* 24 січня 1928 — 14 березня 2024) — український медик, почесний громадянин Кременчука.

## З життєпису
Провізіон Феодосій Харитонович народився 24 січня 1928 року в  с. Оболонь Оболонського (нині Семенівського) р-ну Полтавської обл.
У 1940 р. родина Провізіонів переїхала в Алтайський край, де у 1942 р. Феодосій закінчив школу-семирічку і почав працювати обліковцем-заправником  у Закладиській МТС (машино-тракторній станції). 
У 1948 р. був призваний на дійсну військову службу і направлений до Красноярського технічного авіаційного училища, яке закінчив з відзнакою у 1950 р. за спеціальністю «фотообладнання літаків». Отримав призначення на посаду молодшого спеціаліста НДІ Військово-Повітряних Сил. Після звільнення в запас у 1952 р. переїхав до Кременчука, працював завгоспом 1-ї міської лікарні та одночасно навчався у вечірній школі.
Протягом 1957-1964 рр. навчався на педіатричному факультеті Харківського медичного інституту. Після його закінчення два роки працював дільничним педіатром 2-ї дитячої поліклініки Кременчука.
У 1965 р. призначений головним лікарем Кременчуцької міської дитячої лікарні та перебував на цій посаді до 2003 року. 
За участю Ф.Х.Провізіона в практику Кременчуцької міської дитячої лікарні  впроваджено десятки нових методів діагностики та методики лікування дітей.
Вперше в Україні був відкритий стаціонар одного дня для дітей з хірургічною патологією. На базі Кременчуцької дитячої лікарні неодноразово проводилися міжнародні, республіканські та обласні семінари і школи передового досвіду; здійснюється підготовка лікарів з практичної діяльності інших районів області, лікарів-інтернів за п’ятьма спеціальностями, середніх медичних працівників.
Ф.Х. Провізіон постійно підвищував свій професійний рівень і з 1980 по 1991 рр. побував на курсах з таких тем: «Організація охорони здоров’я», «Колагенні захворювання», «Соціальна гігієна та організація охорони здоров’я», «Невідкладні стани в педіатрії» та ін. Був делегатом усіх з’їздів лікарів-педіатрів України (1966-1988), Першого (1972) та Другого (1978) Всесоюзних з’їздів лікарів-педіатрів, Всесоюзного з’їзду лікарів (1988), був учасником Європейської конференції педіатрів у Берліні (1996). 
З 1975 р. має вищу атестаційну категорію з організації охорони здоров’я. На консультативному семінарі в Женеві (1997) отримав сертифікат менеджера медицини.
1997 року було присвоєно звання « Почесного громадянина міста Кременчука». 
Феодосія Харитоновича обирали депутатом Кременчуцької міської ради 13 скликань підряд, з 1967 по 2002 рр.  
Помер 14 березня 2024 року в місті Кременчук.  

## Нагороди
- Орден «Знак Пошани» (1986)
- Медаль «За звитяжну працю» (1970)
- Медаль «Ветеран праці» (2002)
- Медаль «Захиснику Вітчизни» (2002)
- Пам'ятний знак «50 років визволення України»
- Звання «Заслужений лікар України» (1995).

Рішенням ХХУІІ сесії Кременчуцької міської ради 12 скликання від 30 грудня 1997 року Провізіону Феодосію Харитоновичу за значний особистий внесок у розвиток педіатрії, охорони дитинства і материнства присвоєно звання «Почесний громадянин міста Кременчука».